# Jaroslav Špindler
Jaroslav Špindler (21. dubna 1890, Praha – 1965) byl český fotbalista, útočník.

## Fotbalová kariéra
Hrál v předligové éře za AC Sparta Praha. Mistr Mistrovství Českého svazu fotbalového 1912 a 1922. Vítěz Pohár dobročinnosti 1915. Za českou reprezentaci nastoupil v 1 utkání. V roce 1911 hrál za Teplitzer FK a v jednom utkání reprezentoval Rakousko. Za Rakousko dal 1 gól.